# A Silent Voice (Film)

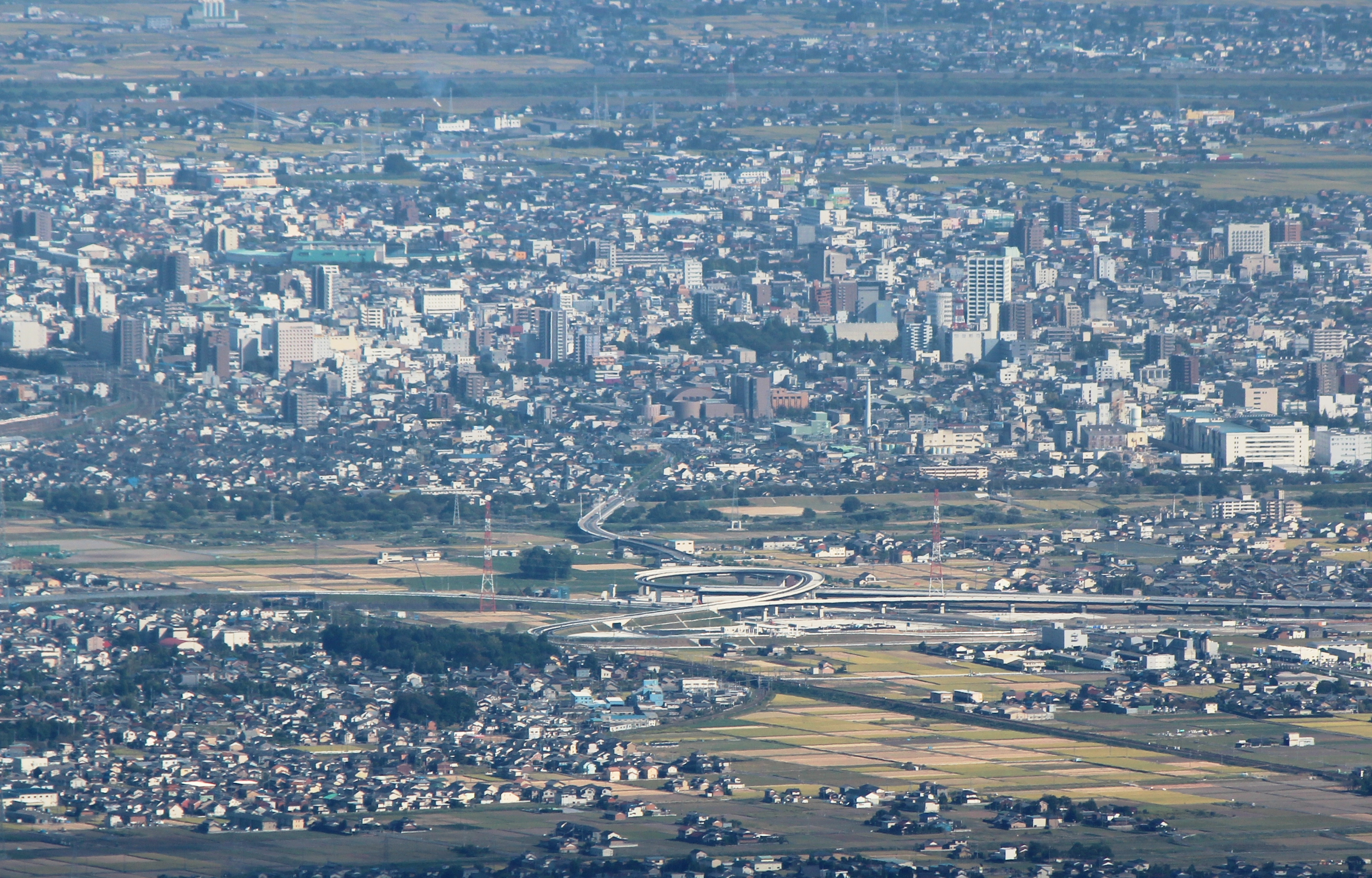
Mehrere Orte in und um die japanische Stadt Ōgaki dienen als Handlungsschauplatz in A Silent Voice.

A Silent Voice (Tagline: The Movie, Originaltitel: 映画 聲の形 Eiga Koe no Katachi, übersetzbar als Die Form der Stimme – Der Film, Alternativtitel: The Shape of Voice) ist eine japanische Comicverfilmung des gleichnamigen Mangas der Zeichnerin Yoshitoki Ōima. Regie führte Naoko Yamada, die Animationsarbeiten wurden von Studio Kyōto Animation ausgeführt und der Vertrieb erfolgte durch Shōchiku. Der Film kam am 17. September 2016 in die japanischen Kinos.
Das Drama erzählt die Geschichte des Oberschülers Shōya Ishida, der in seiner Grundschulzeit der Mitschülerin Shōko Nishimiya wegen ihrer Gehörlosigkeit das Leben schwermachte, nach deren Schulwechsel jedoch selbst zum Ziel von Mobbingattacken wurde. Voller Reue nimmt er einige Jahre später wieder Kontakt zu Shōko auf, wodurch er weitere alte und auch neue Freunde trifft. Der Handlungsverlauf konzentriert sich dabei in besonderer Weise auf den Umgang mit Schuldgefühlen und deren Aufarbeitung. Wie bei der Mangaserie auch wurde in der filmischen Umsetzung darauf geachtet, die Richtlinien des japanischen Gehörlosenbundes zu befolgen.
A Silent Voice erhielt durch Rezensenten überwiegend positive Bewertungen und wurde mehrfach ausgezeichnet. Der Film entwickelte sich auch in einigen Ländern außerhalb Japans zu einem kommerziellen Erfolg. Im deutschsprachigen Raum erfolgte die Erstaufführung am 25. Mai 2017 als Original mit englischen Untertiteln; die deutschsprachige Kinopremiere erfolgte wenig später am 26. September 2017. Der Verleger Kazé Anime veröffentlichte die deutsche Version des Films auf Blu-ray, DVD und als VoD-Stream. Die deutschsprachige Erstausstrahlung erfolgte am 10. Juni 2019 auf sixx.

## Handlung
Der Oberschüler Shōya Ishida hat seinen gesamten Besitz verkauft, um das Geld seiner Mutter zu überlassen, und hat vor, Suizid zu begehen. Im letzten Moment besinnt er sich und denkt an seine Zeit an der Grundschule zurück, die ihn in diese Situation gebracht hat.
Zu dieser Zeit ist Shōya ein gleichgültiges Kind, das mit Streichen seine Langeweile vertreibt. Als die gehörlose Shōko Nishimiya neu in seine Klasse kommt und mit den anderen Kindern über ein Notizbuch zu kommunizieren versucht, weckt das Shōyas Interesse. Trotz ihrer Einschränkung versucht Shōko ein normales Schulleben zu führen und mit ihren Mitschülern in Kontakt zu treten. Ihre Mitschüler und Lehrer glauben aber, dass ihre Anwesenheit das soziale Gefüge der Klassengemeinschaft stört, und Shōya beginnt, die neue Mitschülerin zu mobben.
Zunächst bleibt es bei Beleidigungen und Ausgrenzung, was andere Mitschüler unterstützen oder nichts dagegen unternehmen; später folgen körperliche Auseinandersetzungen, bei denen Shōya die Hörgeräte seines Opfers mutwillig zerstört. Als die Situation zum Schulrektor gelangt, wird Shōya als alleiniger Täter ausgemacht. Er nennt einige seiner Mitschüler als Komplizen. Die jedoch streiten eine Beteiligung am Mobbing ab. Nun richtet sich die Abneigung der Mitschüler auch gegen Shōya selbst, und sie beginnen alsbald damit, ihn fertig zu machen. Nachdem er von seinen Klassenkameraden in einen Brunnen geworfen worden ist, findet er das Notizbuch von Shōko wieder, das er selbst dort hinein geworfen hat. Er macht Shōko für seine derzeitige Situation verantwortlich, und nachdem er herausgefunden hat, dass sie etwas mit seinem Tisch gemacht hat, geraten beide in einen heftigen Streit, infolge dessen Shōko die Schule wechselt. Shoya erfährt schließlich, dass sie hasserfüllte Kommentare, die seine Mitschüler mit Kreide auf den Tisch geschrieben hatten, wegwischte, und findet sich nun selbst in der Rolle des gequälten Außenseiters wieder.
In der Oberschule wird Shōya nach wie vor gemieden und akzeptiert seine Vergangenheit als Bestrafung. Voller Schuld und Angst beginnt er, sich von der Gesellschaft zu isolieren und sämtliche Gesichter um sich herum auszublenden, da er nicht in der Lage ist, seinen Mitmenschen ins Gesicht zu sehen. Trotz seiner Isolation freundet sich Tomohiro Nagatsuka, ebenfalls ein Einzelgänger, mit ihm an und bezeichnet Shōya schnell als seinen großen Freund. Shōya, der in der Zwischenzeit selbst die Gebärdensprache erlernt hat, besucht das Gebärdensprachzentrum, um Shōko ihr Notizbuch zurückzugeben, in der Hoffnung, das Vergangene wiedergutmachen zu können. Als sie Shōya im Gebäude zufällig über den Weg läuft, rennt sie vor ihm davon. Shōya rennt ihr hinterher. Als er sie eingeholt hat, versucht er ihr über Gebärden mitzuteilen, dass er keine böswillige Absicht habe und ihr lediglich das Notizbuch – mit der Bemerkung nicht hineinzuschauen – zurückgeben wolle. Die beiden beginnen sich auf der Suimon-Brücke zu treffen, um die Koikarpfen dort mit Brot zu füttern.

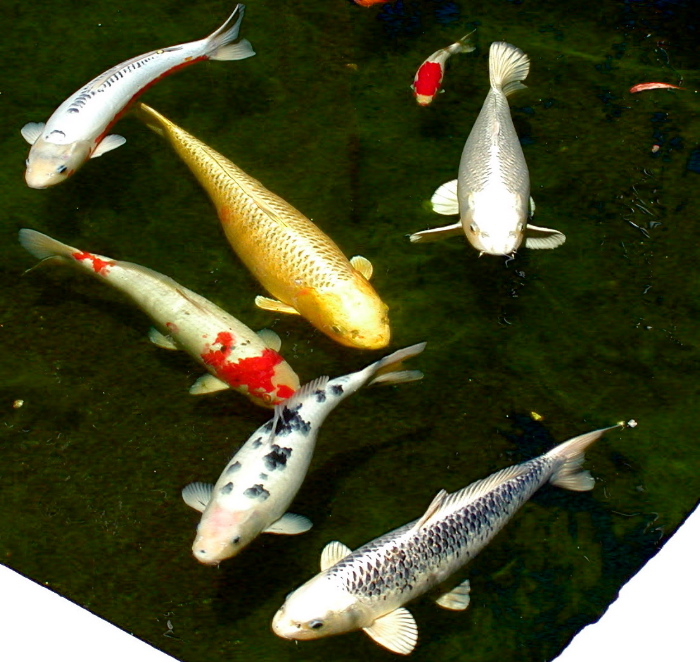
Die Kois, ein wichtiges Motiv im Film.

Shōko wird oft von ihrer jüngeren Schwester Yuzuru abgeholt, die an Shōyas guten Absichten zweifelt und die er, wegen ihres jungenhaften Aussehens, zunächst für Shōkos Freund hält. Als Shōya hinter Shōko von der Suimon-Brücke in den Fluss springt, um das Notizbuch herauszuholen, teilt Yuzuru ein Bild in den sozialen Netzwerken, wodurch Shōya einen Schulverweis erhält. Als er die Tochter seiner älteren Schwester vom Spielplatz abholen soll, trifft er auf Yuzuru, die sich dort versteckt hält. Yuzuru offenbart, dass sie das Bild ins Netz gestellt hat; doch anstatt wütend zu sein, bringt er sie zu sich nach Hause. Als sie mitten in der Nacht das Haus verlässt, folgt Shōya ihr und gibt ihr zu verstehen, dass er ernsthafte Reue für die vergangenen Geschehnisse mit Shōko empfindet. Yuzurus Mutter, die nach wie vor eine Abneigung gegen Shōya empfindet, kommt ihnen entgegen, verpasst Shōya eine Ohrfeige und nimmt Yuzuru mit nach Hause. Daheim angekommen verbietet sie Yuzuru und Shōko weitere Treffen mit Shōya.
Dennoch treffen sie sich weiterhin an der Brücke. Gemeinsam machen sie auch ihre alten Klassenkameraden aus der Grundschule ausfindig, die fortan beginnen, sich an der Brücke zu treffen. Über Miki Kawai, eine Mitschülerin aus Shōyas Grund- und Oberschulklasse, erfährt er, dass Miyoko Sahara und Naoka Ueno inzwischen eine Mädchenschule besuchen. Über Miki lernt Shōya zudem den Oberschüler Satoshi Mashiba kennen, der sich mit ihm anfreunden will. Am Bahnhof treffen er und Shōko zufällig auf Miyoko, die sich an die beiden erinnert. Etwas später trifft er auf Naoka, die an Passanten Rabattmarken für ein Katzencafé verteilt. Angestachelt von Tomohiro betritt Shōya das Café, in dem seine ehemalige Mitschülerin arbeitet. Diese versteckt sich aber zunächst vor ihm. Eine Tasche aus dem Café schenkt er Shōko, mit der er erneut auf Naoka trifft. Die will Shōko wieder einen Streich spielen und reißt ihr Hörgerät heraus, das Shōya daraufhin an sich nimmt, Shōko zurückgibt und sich bei ihr für Naoka entschuldigt.
Eines Tages überreicht Shōko Shōya ein Geschenk und möchte ihm ihre Gefühle offenbaren. Da sie versucht zu sprechen, anstatt Gebärden zu benutzen, kann Shōya sie nicht richtig deuten. Sie beginnt zu weinen und läuft nach Hause. Besorgt, dass sie aufgrund des Missverständnisses erschüttert ist, lädt er Shōko ein, gemeinsam mit seinen Klassenkameraden einen Vergnügungspark zu besuchen. Dort gibt Naoka Shōko ihre Ansichten zu verstehen. Sie macht Shōko dafür verantwortlich, dass Shōya später von der übrigen Klasse schikaniert wurde. Um weiterhin schuldlos wegen Shōkos Mobbing zu sein, entlarvt Miki Kawai Shōya vor den anderen Freunden als damaligen Täter, während sie ihre damalige Beteiligung herunterspielt. Der Streit der Gruppe über die Verantwortung jedes damals Beteiligten eskaliert, bis Shōya jedem Einzelnen seine Meinung sagt und sich die Gruppe daraufhin trennt.
Um Shōko nach dem Tod ihrer Großmutter aufzumuntern, beschließt Shōya, mit ihr aufs Land zu fahren, wo er erstmals feststellen muss, wie sehr sie sich selbst die Schuld für das gibt, was Shōya in der Grundschule widerfahren ist. Um sie zu beruhigen und ihre Gefühle ihm gegenüber zu ändern, trifft er sich weiterhin mit den beiden Schwestern. Während eines großen Feuerwerks verlässt Shōko das Gelände und geht nach Hause. Um Yuzurus Kamera zu holen, folgt Shōya ihr kurz darauf und sieht Shōko, die sich vom Balkon stürzen will. Er schafft es, sie heraufzuziehen, stürzt aber selbst hinunter und fällt ins Koma.
Während Shōya im Krankenhaus liegt, träumt Shōko davon, dass er sie zum Abschied besucht. Sie schreckt auf, eilt zu der Brücke, wo sie die Karpfen gefüttert haben, und bricht in Tränen aus. Zur selben Zeit erwacht Shōya aus dem Koma, gerät in Panik und geht zur Brücke. Dort entschuldigt er sich für alles, was er ihr angetan hat, und bittet sie, ihm dabei zu helfen, weiterzuleben. Als er gemeinsam mit Shōko das Schulfest besucht, findet er heraus, dass sich seine damaligen Mitschüler nach wie vor um ihn sorgen, und versöhnt sich mit allen. Während des Fests schafft es Shōya, seine Vergangenheit zu überwinden und den anderen Menschen in ihre Gesichter zu blicken.

## Produktion

### Entstehungsgeschichte
Eine Umsetzung des gleichnamigen Mangas wurde im letzten Band der Serie am 19. November 2014 erstmals angekündigt. Etwa einen Monat später wurde bekannt, dass die Umsetzung in Form eines Kinofilms erfolgen werde. Im Oktober des Jahres 2015 wurden in der 46. Ausgabe des Shōnen Magazine Kyōto Animation als verantwortliches Studio und Naoko Yamada als Regisseurin bekanntgegeben. Der Vertrieb des Films, Shōchiku, listete den Film für eine Veröffentlichung im letzten Quartal des Jahres 2016. Während der Produktion war Mangaka Yoshitoki Ōima durch gemeinsame Meetings am Entstehungsprozess beteiligt.
Im April des Jahres 2016 ging die offizielle Webpräsenz online. Auf dieser Website wurden Reiko Yoshida und Futoshi Nishiya als Verantwortliche für das Drehbuch bzw. für das Charakterdesign genannt. Auch wurde der Film für den 17. September 2016 angekündigt.
Bei der Erarbeitung des Films waren auch Gebärdensprachdolmetscher, die bei der Verwendung der Gebärdensprache im Film halfen, während der Produktion anwesend. In einem Interview mit der AnimaniA erzählte Yamada, dass in der Nähe der Produktionsfirma Gebärdensprachseminare abgehalten wurden, von denen sie einige besuchte. Dadurch kam der Kontakt zu Gebärdensprachdolmetschern zustande. Die Arbeit am Storyboard und die Komposition der Filmmusik fanden zur gleichen Zeit statt. Bei der Film-Umsetzung wurde wie beim Manga darauf geachtet, die Richtlinien des japanischen Gehörlosenbundes zu befolgen.

### Storyboard
Beim Erarbeiten des Grundgerüstes für das spätere Drehbuch fanden zwischen Regisseurin Naoko Yamada und Reiko Yoshida zunächst grobe Gespräche über das Filmkonzept statt, in dessen Folge Elemente für den Film ausgewählt bzw. aussortiert wurden. Yoshida erstellte aus dem Material ein grobes Gerüst, das von Yamada angepasst wurde. Danach wurde ein Skript erarbeitet, wobei Yamada die Texte mit dem Film abgeglichen habe, um eine Harmonie zwischen Film und der Vorlage zu erzeugen. Yamada erklärte, beim Erarbeiten des Films darauf geachtet zu haben, wie sie die Gefühle der Charaktere darstelle. Dabei meinte sie nicht, zu zeigen, was man an der Oberfläche sehe, sondern das vorsichtige und langsame Hervorheben von Gefühlen wie Liebe und Aufrichtigkeit, die tief im Menschen verborgen liegen.
Die Erarbeitung des Storyboards beschrieb Regisseurin Naoko Yamada als „schrecklich“, da unter anderem viele verschiedene Schichten von Emotionen und Gefühlen, die Yamada nicht weglassen wollte, verarbeitet wurden. Sie sagte, dass sie den Charme der Mangavorlage nicht entehren wollte. Obwohl der Film den Manga von Anfang bis zum Schluss abdeckt, haben es einzelne Szenen nicht in den Film geschafft. Yamada wollte, dass das Fehlen dieser Szenen unbemerkt bleibe, was sie als einen „großen Kraftakt“ beschrieb. Bevor sie mit den Arbeiten an dem Film begann, machte sie sich ein Bild vom Gesamtwerk und plante danach rückwärtsgerichtet. Diese Methode hat Yamada bereits bei früheren Arbeiten angewandt.
Laut der Regisseurin richtet sich der Horizont nach dem Herzen des Filmcharakters Shōya Ishida, weswegen das Blickfeld ziemlich eng gewesen sei. Der Fokus wurde auf die Wahrnehmung des Herzens dieses Charakters gelegt. Dabei wurde darauf geachtet, dass das Blickfeld natürlich herüberkommt. Die Enge solle das Gefühl, zwischen verschiedenen Dingen zu stehen, repräsentieren, wonach die visuellen Effekte gewählt wurden. Shōyas Isolation und Unfähigkeit, seinen Mitmenschen in ihre Gesichter zu sehen, wird durch große Kreuzchen (🞬) symbolisiert. In vielen Dialogszenen mit ihm sind nur die Beine der Konversationspartner zu sehen, was seine Unfähigkeit, anderen in die Gesichter zu sehen, verdeutlicht.
Die Inszenierung der Charaktere wurde durch Kensuke Ushio, der für die im Film genutzte Musik zuständig war, als sehr bodenständig beschrieben und er empfand die im Film dargestellten Emotionen als wunderbar umgesetzt.

### Charakterdesign
Futoshi Nishiya, der für das Charakterdesign verantwortlich war, hat seine Arbeit besonders gefallen, da der Film den Fokus auf zwischenmenschliche Beziehungen und Vertrauen lege. Wichtig war für Nishiya die Bildkraft, die er unbedingt herüberbringen wollte. Die Charaktere, so Nishiya, besitzen sehr subtile Ausdrücke, die er bestmöglich wiedergeben wolle, sodass diese nicht verloren gehen.
In Bezug auf den Hauptcharakter Shōya Ishida war Nishiyas größte Herausforderung die Umsetzung als Oberschüler. Zu Beginn seiner Arbeit habe er sich deshalb stark an der Mangavorlage orientiert, wobei er sich auch Gedanken gemacht habe, wie er den Charakter im Film umsetzen wolle. Auch gaben die Vorstellungen der Regisseurin einen Orientierungspunkt, was für Nishiya zu Beginn eine Stütze war. Nach und nach habe sich dann ein eigenes Bild entwickelt. Bei Shōko war vor allem die Mimik entscheidend. So beinhalteten die ersten Szenen mit Shōko hauptsächlich Reaktionen und Interaktionen mit Ishida. Ein wichtiger Prozess war auch ihre Interaktion mit anderen Charakteren und welche Gesichtsausdrücke sie zeigt. Dadurch habe sich ihr Repertoire erweitert.
Für Nishiya hat das gesamte Produktionsteam mit A Silent Voice etwas Großartiges geschaffen und er hofft, dass sich viele Menschen den Film anschauen.

### Animationsstil
In A Silent Voice wurde sowohl mit handgezeichneten als auch mit Computeranimationen gearbeitet. Es wurde für jede Szene beraten, welcher dieser beiden Animationsstile am besten passe, um die Geschichte in diesen Momenten zum Leben zu bringen.

### Musik
Kensuke Ushio, der unter dem Pseudonym agraph. auftritt, und Pony Canyon komponierten und produzierten die Filmmusik. Aiko Yanai sang mit Koi o Shita no wa (恋をしたのは ‚Als ich mich verliebte‘) den Titelsong zum Film, während im Vorspann das Lied My Generation der britischen Rockband The Who genutzt wurde. Im Film findet zudem die Invention No. 1 in C-Dur, BWV 772 von Johann Sebastian Bach Verwendung.
Ushio beschrieb die Zusammenarbeit mit Regisseurin Naoko Yamada als sehr harmonisch, da in den Gesprächen zwischen ihnen bereits große Übereinstimmungen stattfanden, was sich bei der Arbeit an Storyboard und der Musik fortgesetzt habe. Er sagte, dass es üblich ist, Bestellungen für bestimmte Musik zu erhalten. Bei A Silent Voice sei der Prozess anders gelaufen und dadurch wesentlich kreativer gewesen. Für den Film arbeitete Ushio an Geräuschkonzepten, was ihm keine Probleme bereitete, da er bereits Vorerfahrungen in anderen Projekten hat. Laut Ushio sei A Silent Voice im Grunde Shōyas Geschichte, in der es darum geht, wie er seine Mitmenschen behandelt und mit ihnen umgeht. Dies sei ein universelles Thema, wenn man es aus dem Kontext nehme. Ushio sagt, dass ihm deswegen die musikalische Umsetzung leichtgefallen sei.

„A Silent Voice ist ja die Geschichte von Shōya. Es geht darum, wie er die Menschen behandelt, wie er mit ihnen umgeht. Das ist ein universelles Thema, wenn man es aus dem Kontext nimmt. Deshalb ist es mir eigentlich leicht gefallen, es musikalisch umzusetzen.“

Bei der Arbeit am Filmscoring wurden Ushio die einzelnen Szenen vorgegeben. Die Arbeit von Szene zu Szene, von Schnitt zu Schnitt war für ihn etwas Besonderes und habe Spaß gemacht. Er sagte, dass man auf die Aufnahmen der Geräusche großen Wert gelegt habe.
Auf der MCM London Comic Con 2017 kündigte Anime Limited an, dass der Filmsoundtrack eine Veröffentlichung auf CD und Vinyl-Schallplatte erhalten werde. Diese waren für eine Herausgabe Ende des Jahres 2017 vorgesehen.

### Orte im Film
Diverse Orte, die im Film gezeigt werden, basieren auf real existierenden Plätzen in der japanischen Stadt Ōgaki in der Präfektur Gifu, darunter die Brücken, an der Shōya zu Beginn des Films versucht Suizid zu begehen und an der Shōya und Shōko gemeinsam die Karpfen füttern (Midori-bashi). Auch der im Film gezeigte Spielplatz, die Einkaufspassage, das Gebärdensprachzentrum und die Hochschule befinden sich in und um Ōgaki. Naoko Yamada sagt, dass die Handlung des Films in Ōgaki spielt. Um das Szenenbild und die Hintergründe so realistisch wie möglich zu halten, ging die Filmcrew auf Schauplatzsuche. Der im Film gezeigte Freizeitpark ist das Nagashima Spa Land in Kuwana, Präfektur Mie.
Laut Art Director Mutsuo Shinohara wollte man versuchen, die Weitläufigkeit der Stadt Ōgaki auch im Film unterzubringen. Dabei wollte man auch die Atmosphäre innerhalb des Films „möglichst weich“ halten. Die beiden Charaktere Shōya und Shōko sollten sich laut Shinohara in einer möglichst ästhetischen Stimmung bewegen. Dabei wurde auch bei der Farbgebung auf jegliche Härte verzichtet. Shinohara bezeichnet die Suimon-Brücke als den Schlüsselort des Films. Bei der Erarbeitung war die größte Schwierigkeit, nicht in die Fantasy-Richtung abzudriften, was als schmaler Grat bezeichnet wurde.

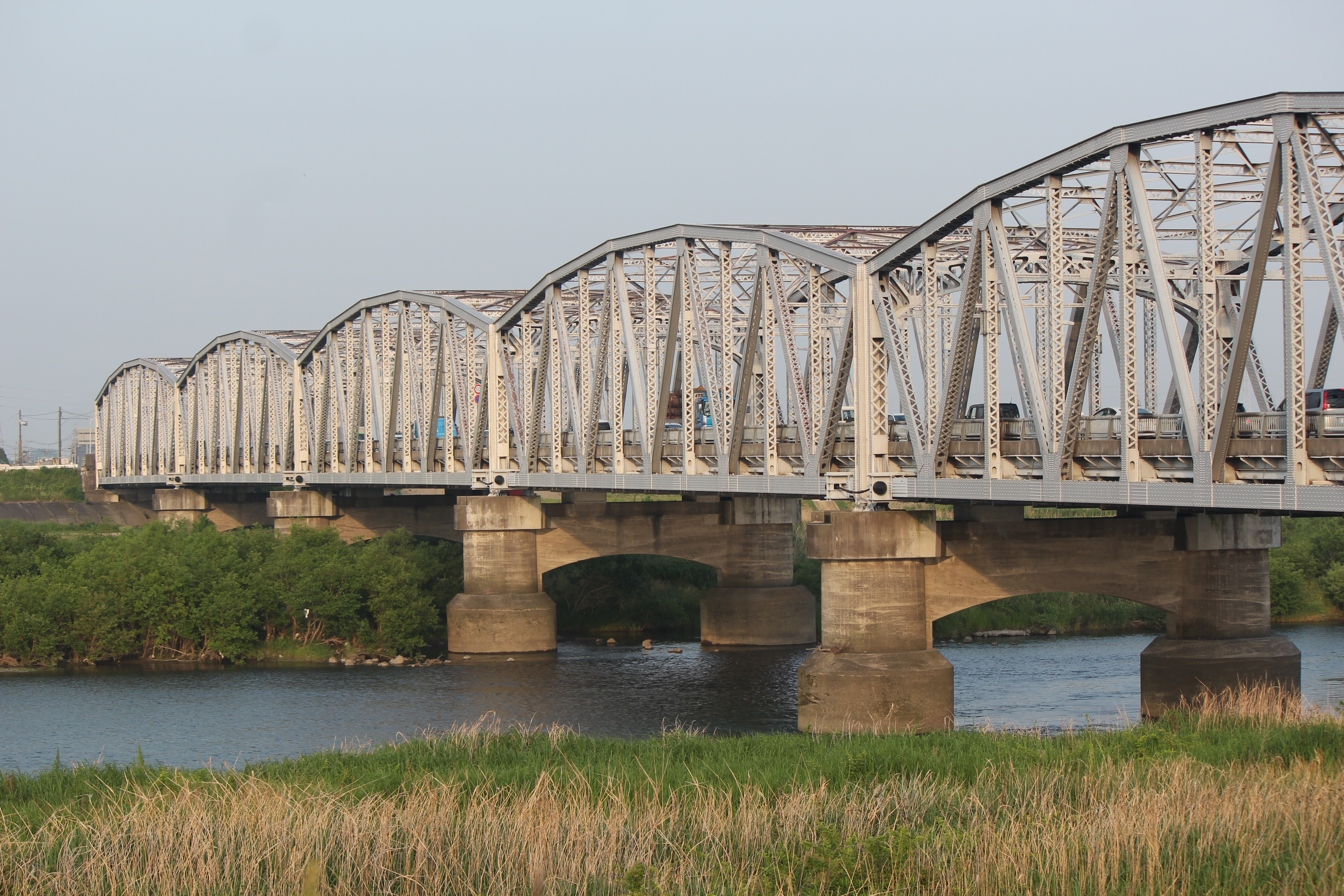
Ibi-Brücke
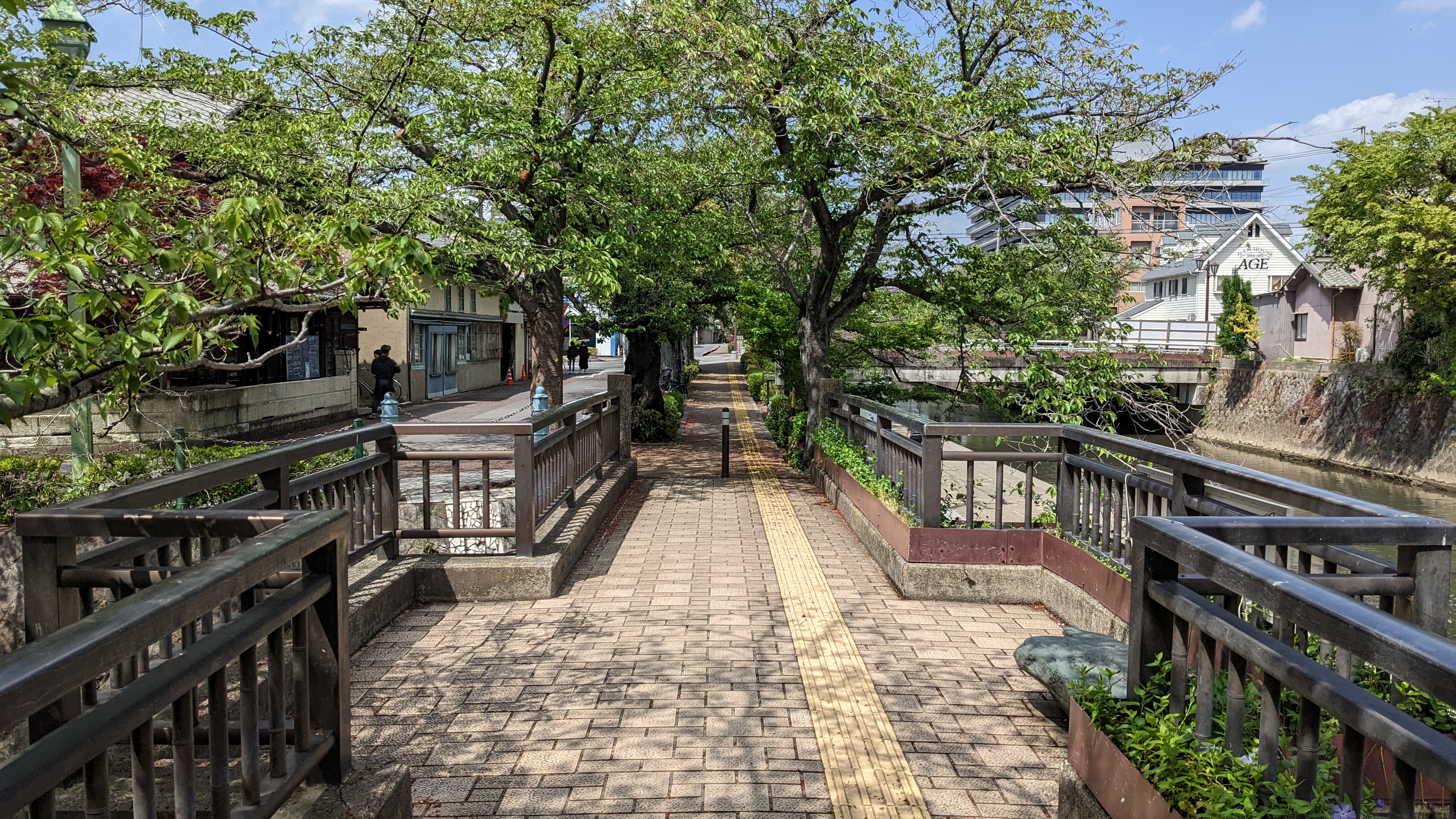
Midori-bashi
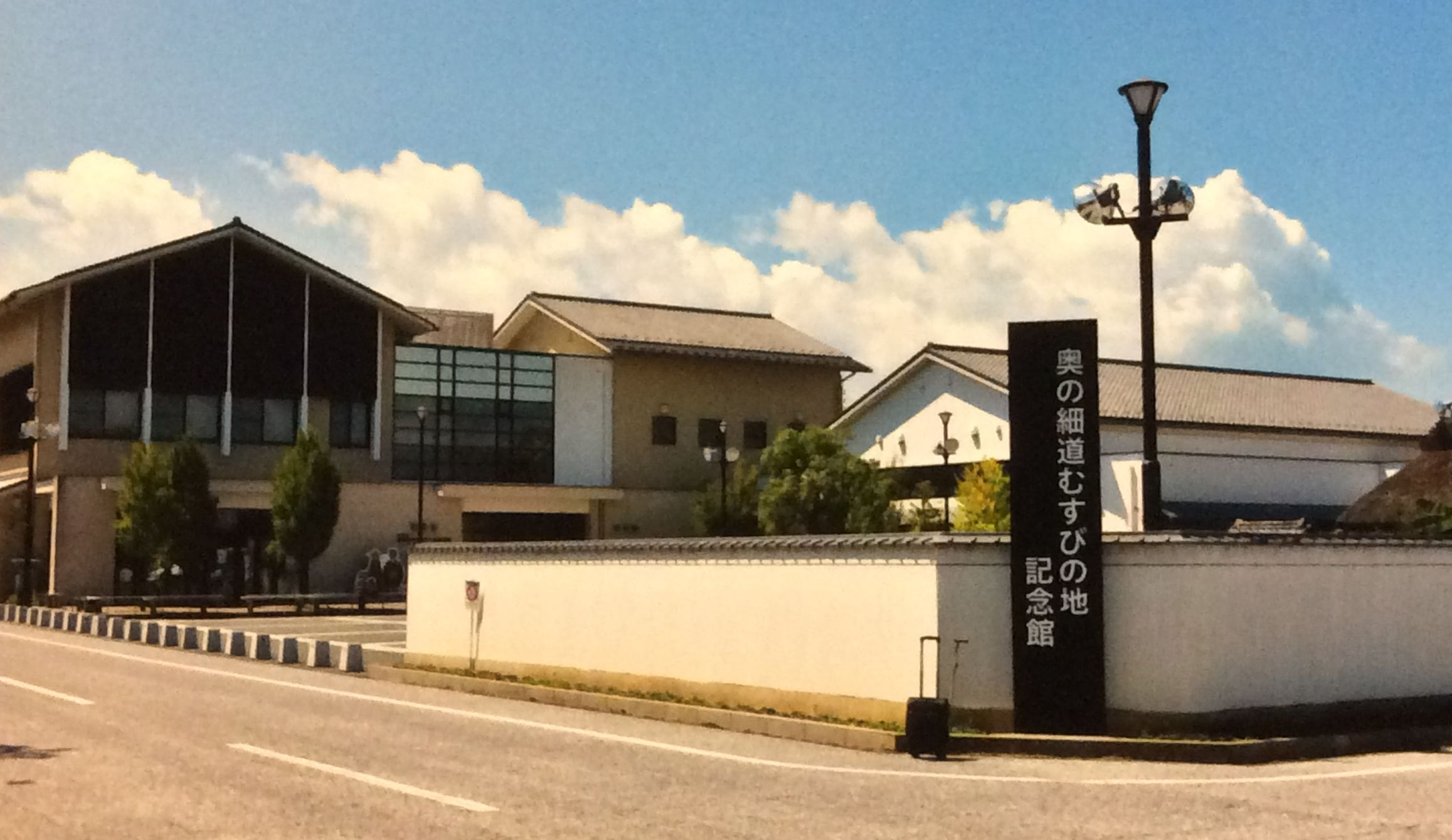
„Oku no Hosomichi“-Museum
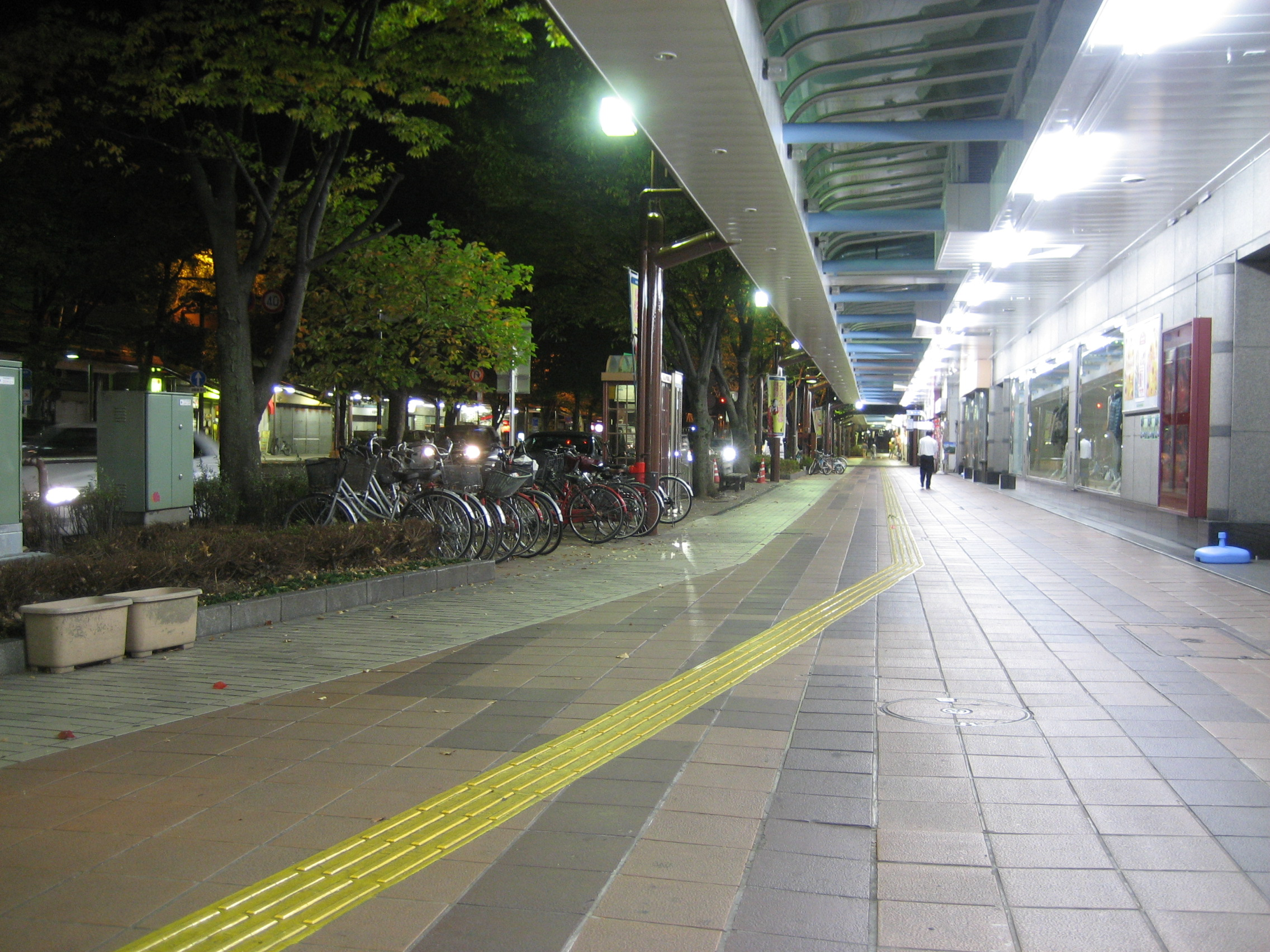
Bahnhofsallee Ōgaki
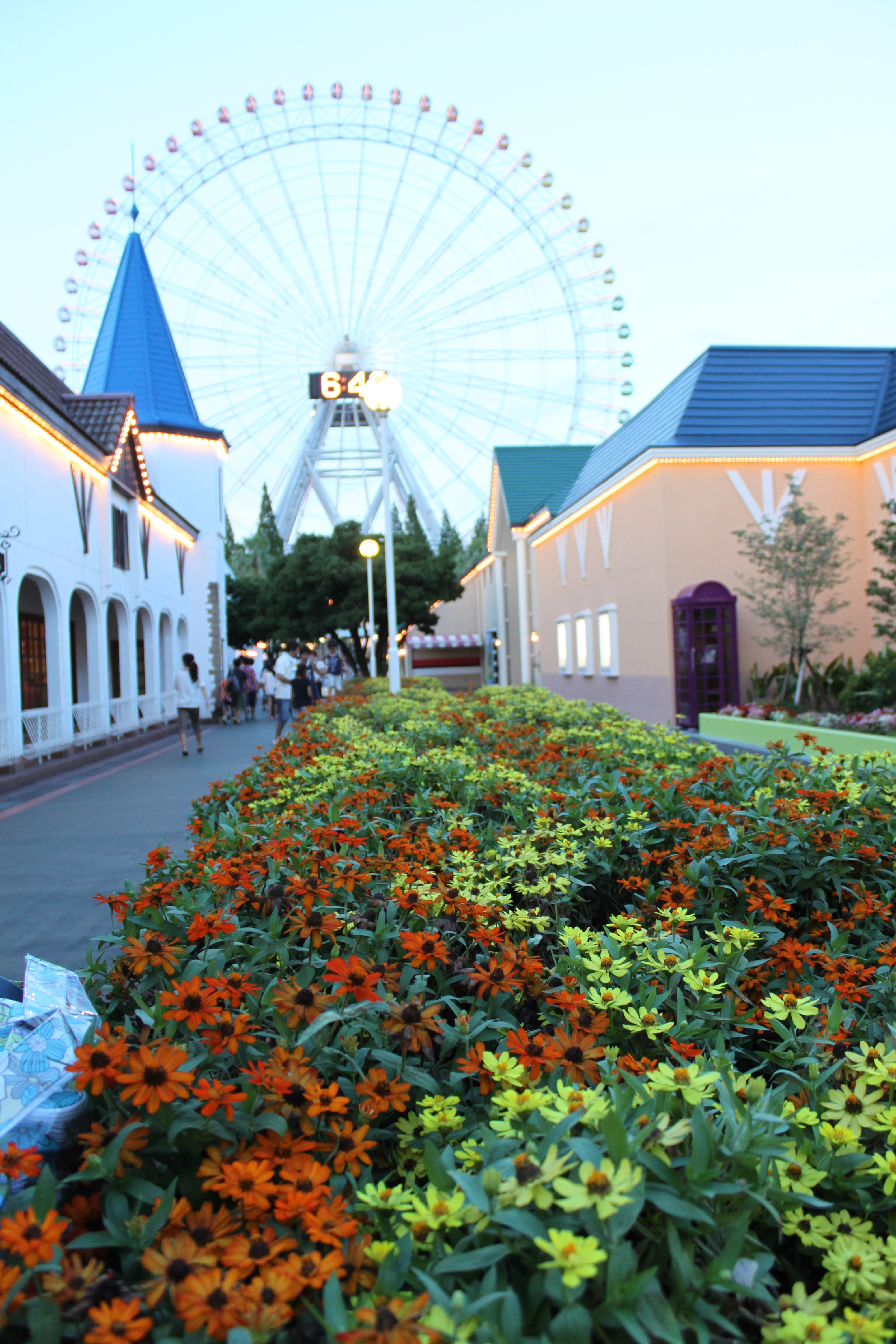
Nagashima Spa Land
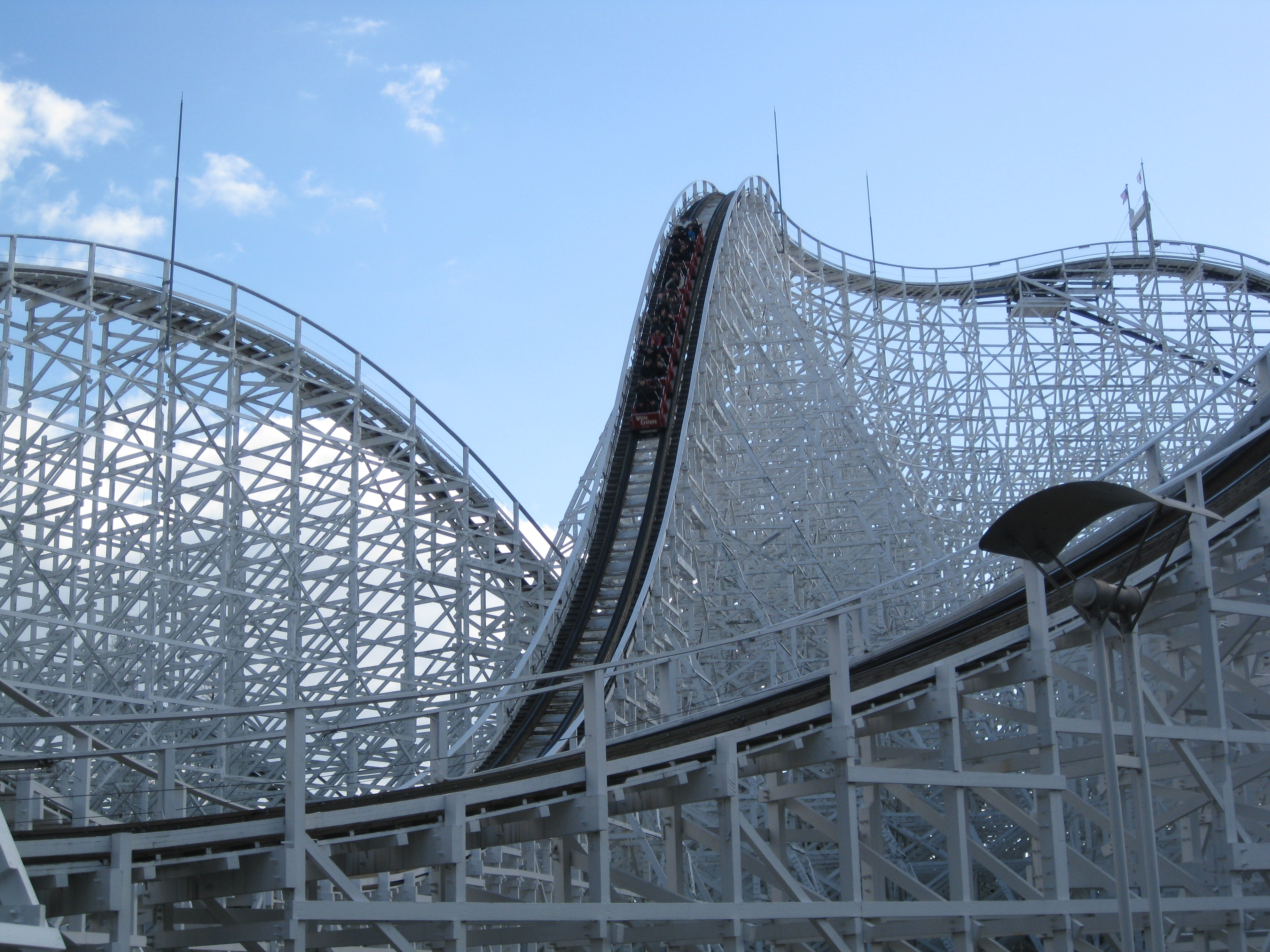
Der White Cyclone (Nagashima Spa Land)
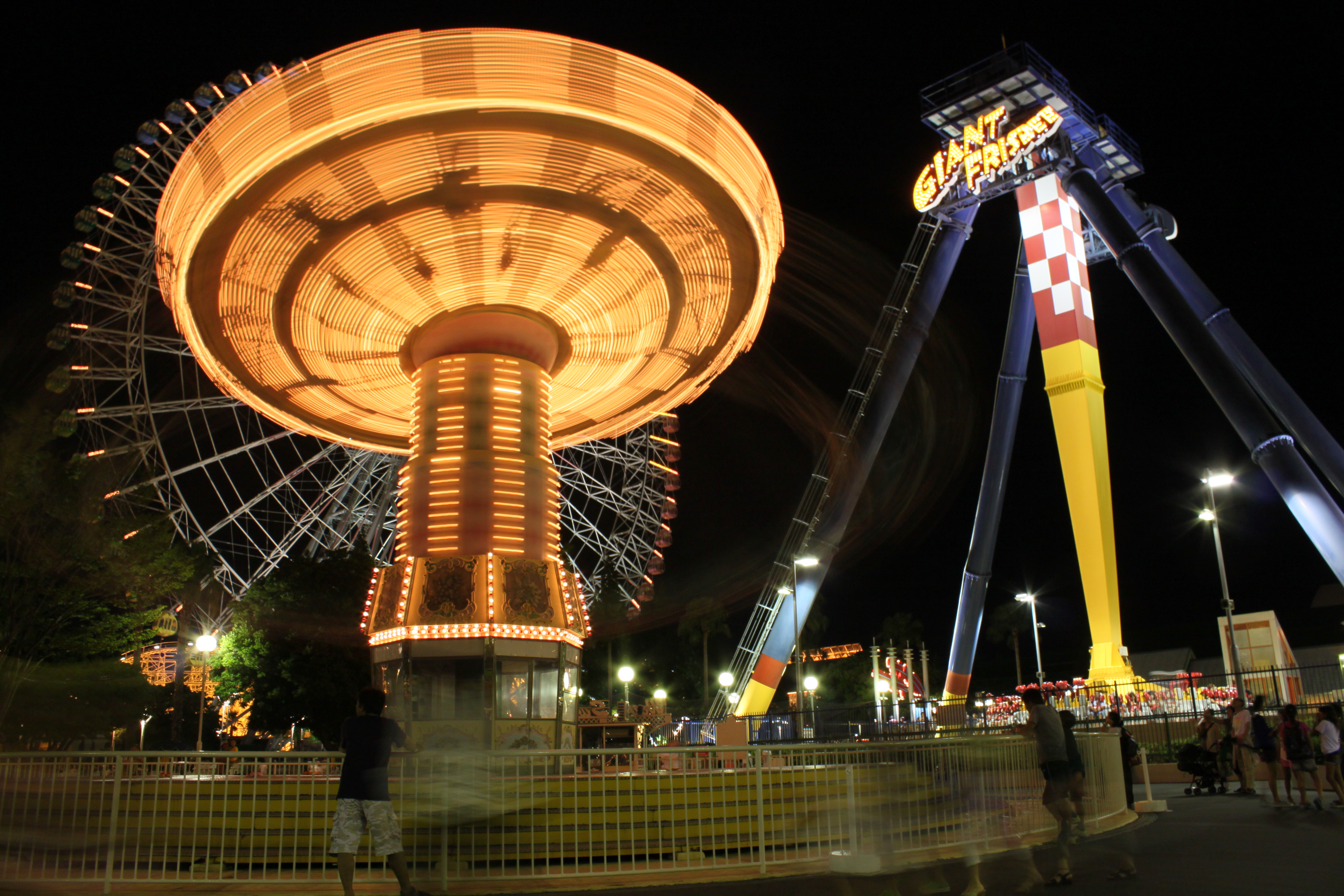
Weitere im Film dargestellte Attraktionen
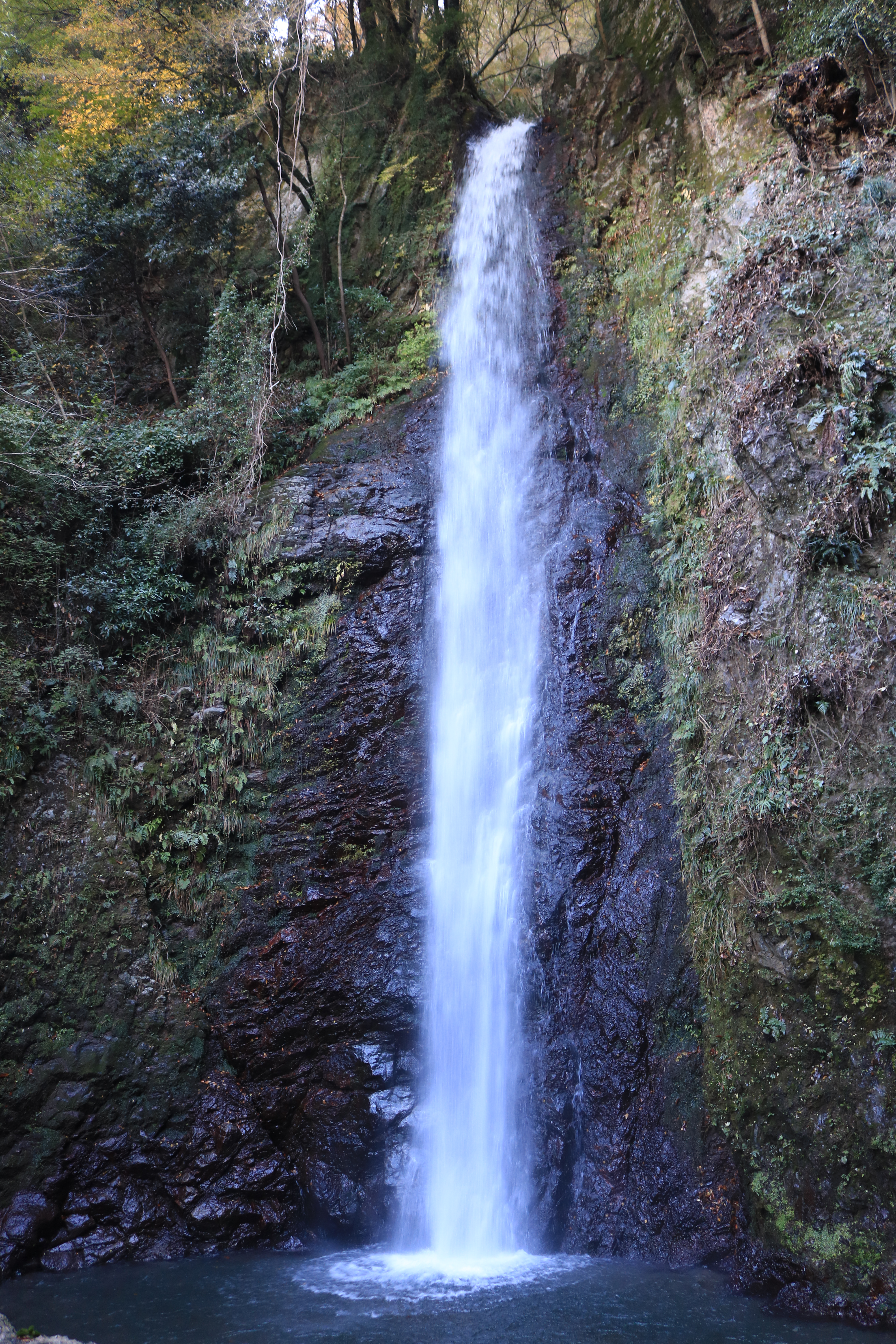
Der Yōrō-Wasserfall

### Synchronisation
Die deutsche Synchronisation entstand in den G&G Studios in Kaarst unter der Dialogregie von Birte Baumgardt, die auch das Dialogbuch schrieb.
Im Rahmen der Veröffentlichung des Films auf DVD und Blu-ray fand im Rahmen der Manga-Comic-Convention 2018, die seit 2014 während der Leipziger Buchmesse abgehalten wird, eine einstündige Fragerunde mit Gebärdensprachdolmetscherin Sabine Conradi und der Synchronregisseurin unter dem Titel „Silent Sofa“ statt. In dieser Fragerunde berichteten die beiden über ihre Arbeit beim Film. Sie erzählten, dass sich die Gebärdensprache regional unterscheide, wobei sich manche Gebärdensprachen, wie die amerikanische und deutsche Gebärdensprache, ähnelten. Sie erklärten ebenso, dass ein gehörloser Mensch die im Film genutzten Gebärden verstehen könne, da manche Gebärden auf der ganzen Welt gleich sind.
Laut Baumgardt bestand die Schwierigkeit in dem Film, dass eine professionelle Synchronsprecherin die Rolle der gehörlosen Shōko Nishimiya sprechen sollte. Sie nahm sich dabei viel Zeit mit der Sprecherin Jill Schulz, die diesen Charakter spielt, um ihr zu erklären, worum es in A Silent Voice gehe.
Für die englische Synchronisation, die zuerst in Großbritannien bei Anime Limited erschien, wurde die gehörlose Schauspielerin Lexi Cowden als Shōko Nishimiyas Stimme ausgewählt.

| Rolle              | Japanischer Sprecher (Seiyū) | Deutscher Sprecher   |
| ------------------ | ---------------------------- | -------------------- |
| Shōya Ishida       | Miyu Irino                   | Nicolás Artajo       |
| Shōya Ishida       | Mayu Matsuoka (Kind)         | Nicolás Artajo       |
| Shōko Nishimiya    | Saori Hayami                 | Jill Schulz          |
| Yuzuru Nishimiya   | Aoi Yūki                     | Maxi Häcke           |
| Tomohiro Nagatsuka | Kenshō Ono                   | Benjamin Stolz       |
| Naoka Ueno         | Yūki Kaneko                  | Birte Baumgardt      |
| Miyoko Sahara      | Yui Ishikawa                 | Corinna Dorenkamp    |
| Miki Kawai         | Megumi Han                   | Ilona Brokowski      |
| Satoshi Mashiba    | Toshiyuki Toyonaga           | Patrick Baehr        |
| Kazuki Shimada     | Ryō Nishitani                | Felix Mayer          |
| Kazuki Shimada     | Sachiko Kojima (Kind)        | Felix Mayer          |
| Keisuke Hirose     | Takuya Masumoto              | Johannes Wolko       |
| Keisuke Hirose     | Hana Takeda (Kind)           | Johannes Wolko       |
| Yaeko Nishimiya    | Akiko Hiramatsu              | Vanessa Wunsch       |
| Ito Nishimiya      | Ikuko Tani                   | Inga Sibylle Kuhne   |
| Miyako Ishida      | Satsuki Yukino               | Milena Karas         |
| Shōyas Schwester   | Ayano Hamaguchi              | Fabienne Hesse       |
| Maria Ishida       | Erena Kamata                 | Rahel von Tettenborn |
| Pedro              | Ryūnosuke Watanuki           | Tobias Brecklinghaus |
| Takeuchi           | Fuminori Komatsu             | Norman Matt          |
| Kita               |                              | Julia von Tettenborn |
| Direktor           |                              | Wolfgang Rüter       |

## Analyse

### Thematik
A Silent Voice basiert auf dem gleichnamigen Manga der Zeichnerin Yoshitoki Ōima, in dem die Geschehnisse aus der Sicht des Oberschülers Shōya Ishida wiedergegeben werden. Die filmische Adaption von Naoko Yamada ist ebenso aus der Sicht Shōyas geschrieben, der allerdings anders als in der Vorlage nicht als Ich-Erzähler fungiert. Der Film deckt dabei einen Großteil der Handlung ab, wobei einzelne Teile aus Laufzeitgründen gekürzt wurden. Auch wurden einzelne Szenen anders gewichtet, sodass der Manga als ergänzende Literatur betrachtet werden kann, beispielsweise zu den Hintergründen aller Figuren.
Der Film greift verschiedene Themen wie zum Beispiel das Mobbing in der Schule und die Inklusion beeinträchtigter Menschen in der Gesellschaft auf, wobei auch der Umgang mit der Schuld innerhalb einer Gemeinschaft als ein Thema des Films ausgemacht wird. Im Film wird der Umgang der Gesellschaft mit beeinträchtigten Menschen allerdings nur rudimentär aufgegriffen, während dieser Aspekt in der Mangavorlage deutlicher zur Geltung kommt. Regisseurin Naoko Yamada erklärt, dass Mobbing nicht das zentrale Thema im Film sein solle, sondern als Vehikel diene, um Shōyas Persönlichkeit, während dieser älter wird, erforschen zu können. Allerdings greife der Film das Thema Suizid auf und zeigt, dass dieser Schritt niemals der richtige ist. In Japan löste der Film zunächst eine kontroverse Debatte über Mobbing und Gehörlosigkeit bzw. Schwerhörigkeit aus. Im Accessible Japan heißt es weiterhin, dass der Film zudem die Schwierigkeiten der Kommunikation zeige und darstelle, wohin kommunikatives Versagen eine Person treiben kann. Ein weiteres im Film aufgegriffenes Thema ist der Umgang mit der Schuld innerhalb der am Mobbing beteiligten Gruppe. Der Hergang des Mobbings wird präzise und intuitiv dargestellt; der Prozess des Mobbings in raschen Sequenzen gezeigt und verdeutlicht ein kollektives Versagen, angeführt von der Schulleitung über überforderte Lehrer bis hin zur Klassengemeinschaft selbst.
Obwohl „Mobbing“ nicht die Hauptthematik des Films ist, sondern eher einen Teilaspekt darstellt, analysierte Sven Raabe den Film im Zuge des „Behaupte-dich-gegen-Mobbing-Tages“ im Hinblick auf dieses Thema. Dadurch, dass die Geschichte aus der Sicht Shōyas dargestellt wird, lernt der Zuschauer eine mögliche Gedankenwelt eines Mobbers kennen und erfährt dabei auch, wie diese Aktionen Narben bei ihm selbst und den Opfern – in diesem Fall bei Shōko – verursachen. Der Film zeigt zudem, wie Kinder versuchen, mit Konzepten umzugehen, die sie noch nicht verstehen. Am Beispiel von Shōko zeigt der Film mögliche Folgen von Mobbing. Sie versuchte, Kontakt zu ihren Mitschülern aufzubauen, setzte ein falsches Lächeln auf und entschuldigte sich für jede Kleinigkeit, um Ärger mit ihren Mitmenschen zu vermeiden, wodurch Shōya und dessen Freunde zusätzliche Motivation bekommen, sie zu hänseln. A Silent Voice zeigt zudem auf, dass die Folgen auch noch Jahre später spürbar sein können. So hat die Protagonistin nach wie vor Schwierigkeiten, sich mit anderen Menschen auseinanderzusetzen, ohne sich dabei als Last zu fühlen, was sogar so weit geht, dass sie sich selbst für die Einsamkeit Shōyas verantwortlich macht und Suizid begehen will. Des Weiteren zeige der Kinofilm, dass Mobbing auch die Menschen um Täter und Opfer herum beeinflussen können. So sind einige Charakter nicht in der Lage, die Behinderung Shōkos zu verstehen und einzusehen, dass ihre Handlungen, die aus dem Gruppendruck ihres sozialen Umfeldes herrühren, in der Grundschule falsch waren. Dies werde vor allem bei Naoka deutlich, die auch Jahre später wütend auf Shōko ist, da sie Naoka an ihre Handlungen von damals erinnere. Shōko stellt, so Raabe, aufgrund dessen einen Spiegel von Naokas Komplizenschaft und aktiver Grausamkeit dar. Der Film schaue bei den vielen Themen nicht weg, zensiert sie nicht, sondern zeigt dem Zuschauer schonungslos, welche Konsequenzen Mobbing hat, und erinnere daran, wie schlimm dies für alle Beteiligten sein kann.

### Handlung
Felix Bartels nennt den zweiten Handlungsabschnitt weniger bündig als den ersten Filmabschnitt, sodass sich die Handlung in ihren eigenen Ästen verliert. Die Wandlung Shōyas vom Schikaneur zum reuigen Büßer bleibe dabei weitestgehend unerzählt.

### Charaktere und stilistische Mittel
Anne Betz schreibt in ihrem Artikel in der AnimaniA, dass die Erzählung von Shōyas Geschichte sowohl das Damals als auch das Heute beschreibe. So bekommt der Zuschauer vor Augen geführt, wie Shōya ans untere Ende der Rangordnung rutsche, die er zu Beginn selbst etabliert habe. Dabei werde die eigentliche Handlung des Films ins junge Erwachsenenalter der beteiligten Charaktere verschoben. Aus Shōyas Sicht wird detailliert gezeigt, wie sich Mobbing auf die Psyche eines Heranwachsenden auswirken kann, obwohl die Handlungen Jahre zurückliegen können. Die Dinge in A Silent Voice fügen sich langsam und in winzigen Schritten, wobei Shōya vor vielen Herausforderungen steht. Darunter ist die Ablehnung durch Shōkos Mutter oder die ehemaligen Mitschüler, die vermeiden wollen, dass Shōko und Shōya ihre Vergangenheit aufarbeiten, um den Blick nicht auf das eigene damalige Verhalten zu richten.
Im Film sind drei längere Sequenzen zu sehen, die Shōya beim Gang durch die Flure der Schulen zeigen, die er besucht. Diese Sequenzen spiegeln seinen Stolz wider, dienen der Handlung und zeigen seine charakterliche Entwicklung während der Handlungsgeschichte auf. Die erste dieser Szenen wird in einem Flashback gezeigt, als Shōko noch nicht in der Klassengemeinschaft war. Dort sieht man einen lächelnden Shōya selbstbewusst auf seine Freunde zugehen. Die zweite dieser Szenen beginnt zunächst aus der Sicht des Protagonisten Shōya, der lediglich auf den Boden blickt. Für kurze Zeit wird dann Shōyas Gesicht gezeigt und danach wieder der Boden, was seine Unfähigkeit, den Kopf oben zu halten, darstellen soll. Am Ende der Szene sieht man Shōya dabei, wie er sich seine Hände vor die Ohren hält und seine soziale Isolation verdeutlicht. Der Hintergrund ist dabei verschwommen dargestellt. Die letzte dieser Szenen findet am Ende des Films statt, als die Protagonisten das Schulfestival besuchen. Die dabei laufende Musik, die zunächst ganz leise beginnt und ihren Höhepunkt in dem Moment erreicht, in den Shōya seine Hände symbolisch von den Ohren entfernt und seine Augen öffnet, was die Überwindung seiner Scheu, andere zu hören und sie dabei anzusehen, repräsentiert.
Shōyas Isolation und Unfähigkeit, in die Gesichter seiner Mitmenschen zu sehen wird durch Kreuzchen (🞬) in deren Gesichtern symbolisiert. Weiter verdeutlicht wird diese Unfähigkeit in vielen Dialogszenen des Films, in denen Shōyas Blick auf den Boden oder die Beine seiner Gesprächspartner gerichtet ist. Wendy Ide vom britischen Guardian bezeichnet die Vermeidung von Augenkontakt bei der Kameraführung als „fokussierend, wie ein schüchterner Heranwachsender auf verletzten Knien und abgewetzten Schuhen“ und beschreibt die Gestaltung als stimmungsvoll. In der Mangavorlage repräsentieren die Kreuzchen in den Gesichtern der Mitmenschen nicht Shōyas Angst, sondern seine Ignoranz gegenüber den Anderen.
Shōkos Charakter wird als „rigoros-passiv“ beschrieben.

### Blumensprache und Traumsequenzen
A Silent Voice arbeitet mit sinnlichen, subtilen und zarten Motiven. Yamada verwendet in dem Film Blumensprache, die die Gefühle oder Personalität der Charaktere in den jeweiligen Szenen widerspiegelt. Die Koikarpfen repräsentieren Shōya, Shōko und die übrigen Freunde sowie deren Überwindung ihrer Mängel und die Arbeit am Wiederaufbau ihrer Leben. Der Koi symbolisiert Mut und Stärke und gilt in Japan zudem als Glücksbringer.
Im Film dargestellte kurze Traumsequenzen durchbrechen ab und an den im Film dargestellten Realismus. Auch werde die Architektur im Hintergrund verwendet, um das Seelenleben der Protagonisten zu beschreiben, wodurch Erinnerungen an Michelangelo Antonioni geweckt werden. In anderen Szenen greife die von den Protagonisten vermisste Harmonie von überdimensionierten Bildern im Raum. Die Figuren sind einfach gezeichnet, sodass die Charaktere – zum Beispiel Tomohiro – Erinnerungen an den karikaturhaften Stil von Meine Nachbarn die Yamadas hervorrufen.

### Das Feuerwerk
Im Film existieren zwei Szenen, in denen ein Feuerwerk zu sehen ist, das in Verbindung mit den Suizidversuchen der beiden Protagonisten Shōya und Shōko gebracht werden kann. Das Feuerwerk steht im Film für Vergänglichkeit. Beide Male wird ein Feuerwerk gezeigt, kurz bevor einer der Protagonisten einen Selbstmordversuch unternimmt, was ihre Verzweiflung in ihrer derzeitigen Lebenssituation signalisiert.

### Musik
Die Nutzung des Liedes My Generation von The Who zu Beginn des Films wird als Ausdruck jugendlicher Rebellion gezeigt und mit passenden Szenen untermalt. Das Lied endet mit der Ankunft Shōkos in die Klassengemeinschaft. Regisseurin Yamada wollte für diese Szene ein Lied nutzen, mit dem sich jeder identifizieren kann. Der Film sei die Geschichte von Shōya, und in der Grundschule fühlte er sich unbesiegbar, aber auch gelangweilt und frustriert.
Kensuke Ushio, der für die Komposition der Filmmusik zuständig war, bezeichnete sowohl die musikalisch unterlegten als auch die stillen Szenen als sehr wichtig, wobei der Klang eine bedeutende Rolle im gesamten Film einnimmt. So wie etwa das Stück lvs, das gespielt wird, als Shōko von der Klassengemeinschaft ausgeschlossen wird. Dieses Stück wurde im Inneren eines Pianos aufgenommen. Dafür nahm er ein Piano auseinander und platzierte im Inneren ein Mikrofon. Der daraus entstehende Klang lässt den Zuschauer bzw. Hörer denken, dass er komplett vom Klang umgeben sei.

## Veröffentlichung

### Kino

Weltkarte, auf der markiert ist, in welchen Ländern A Silent Voice bereits erschienen (grün) ist.

Der Film wurde am 17. September 2016 in 120 Kinos in Japan erstmals gezeigt. Auf dem Scotland Loves Animation in Edinburgh am 22. Oktober 2016 fand die Premiere im Vereinigten Königreich statt; am 5. Februar 2017 lief der Film im Institute of Contemporary Arts in London im Rahmen einer Filmtour der Japan Foundation. Zwischen dem 9. und 16. April 2017 lief der Film in den Kinos in Australien und Neuseeland.
In Singapur wurde der Animefilm am 9. März 2017 gezeigt und in Malaysia am 20. April; auf den Philippinen knapp zwei Monate nach der Premiere in Singapur. Im Rahmen des Konnichiwa Festivals im Mai, Juni und Juli 2017 wurde A Silent Voice in Mexiko, Peru, Costa Rica, El Salvador, Guatemala, Honduras, Panama, Chile und Kolumbien aufgeführt; in Argentinien, Paraguay, Ecuador und Bolivien wurde der Film im Rahmen des AniFests im Juni 2017 in den Kinos gezeigt. Ein ursprünglich geplanter Filmstart in Brasilien fand trotz Ankündigung bisher nicht statt. Am 24. Oktober 2017 lief der Film in Uruguay. In den Vereinigten Staaten wurde A Silent Voice erstmals am 3. Juli 2017 während der Anime Expo in Los Angeles, Kalifornien gezeigt. Bundesweit lief der Animefilm am 20. Oktober desselben Jahres in den US-amerikanischen Kinos.
In Deutschland lief A Silent Voice erstmals am 25. Mai 2017 im Rahmen des 17. Nippon Connection Festivals in Originalsprache mit englischen Untertiteln. Die deutschsprachige Fassung feierte am 26. September 2017 ihre offizielle Kinopremiere im Rahmen der Eventreihe Kazé Anime Nights 2017 in über 140 Kinos deutschland- und österreichweit. Aufgrund des Erfolges der einmaligen Eventvorstellung wurde der Film am 22. Oktober 2017 in 51 Kinos in Deutschland und Österreich nochmal aufgeführt. Im Rahmen der japanischen Filmtage Düsseldorfs „Eyes on Japan“ fanden am 20. und 21. Januar 2018 weitere Aufführungen des Films in Originalsprache mit deutschen Untertiteln statt.
Weltweite Aufführungen
| Staat                  | Filmpremiere       | Landesweite Aufführung                                   | Anmerkungen | Quellen                     |
| ---------------------- | ------------------ | -------------------------------------------------------- | --- | --------------------------- |
| Japan                  | 17. September 2016 | 17. September 2016                                       | Akiba Film Festival (2. Apr. 2017) |                             |
| Vereinigtes Königreich | 22. Oktober 2016   | 15. März 2017 ( Schottland, Nordirland, Wales & England) | Scotland Loves Animation (22. Okt. 2016 OmeU; 17. Okt. 2017 engl.) Leeds International Film Festival (6. Nov. 2016) Japan Foundation Film Tour ( 5. Feb. 2017; 26. März 2017)                                  | [ 66 ] [ 67 ] [ 68 ] [ 69 ] |
| Singapur               | 09. März 2017      | 09. März 2017                                            | |                             |
| Irland                 | 15. März 2017      | 15. März 2017                                            | Japanese Film Festival (26. März 2017) | [ 67 ]                      |
| Thailand               | 23. März 2017      | 23. März 2017                                            | |                             |
| Taiwan                 | 24. März 2017      | 24. März 2017                                            | |                             |
| Kambodscha             | 31. März 2017      | 31. März 2017                                            | |                             |
| Australien             | 06. April 2017     | 06. April 2017                                           | |                             |
| Hongkong               | 06. April 2017     | 06. April 2017                                           | |                             |
| Neuseeland             | 13. April 2017     | 13. April 2017                                           | |                             |
| Brunei                 | 20. April 2017     | 20. April 2017                                           | |                             |
| Malaysia               | 20. April 2017     | 20. April 2017                                           | Aufgrund früherer Filmpiraterie-Vorfälle beschloss die Kinokette Golden Screen Cinema, den Film trotz vorheriger Ankündigung nicht zu zeigen. 1 A Silent Voice wurde nur in den Kinos der TGV Cinemas gezeigt. | [ 51 ]                      |
| Italien                | 02. Mai 2017       | 24. Oktober 2017                                         | Future Film Festival (2. Mai 2017, OmiU, Bologna) | [ 70 ]                      |
| Indonesien             | 03. Mai 2017       | 03. Mai 2017                                             | |                             |
| Mexiko                 | 05. Mai 2017       | 05. Mai 2017                                             | Konnichiwa Festival |                             |
| Costa Rica             | 05. Mai 2017       | 05. Mai 2017                                             | Konnichiwa Festival |                             |
| Honduras               | 05. Mai 2017       | 05. Mai 2017                                             | Konnichiwa Festival |                             |
| Guatemala              | 05. Mai 2017       | 05. Mai 2017                                             | Konnichiwa Festival |                             |
| El Salvador            | 05. Mai 2017       | 05. Mai 2017                                             | Konnichiwa Festival |                             |
| Panama                 | 05. Mai 2017       | 05. Mai 2017                                             | Konnichiwa Festival |                             |
| Peru                   | 05. Mai 2017       | 05. Mai 2017                                             | Konnichiwa Festival |                             |
| Südkorea               | 09. Mai 2017       | 09. Mai 2017                                             | |                             |
| Philippinen            | 10. Mai 2017       | 10. Mai 2017                                             | |                             |
| Vietnam                | 12. Mai 2017       | 12. Mai 2017                                             | |                             |
| Deutschland            | 25. Mai 2017       | 26. September 2017                                       | Nippon Connection (25. Mai 2017, Frankfurt a. M., OmeU) Filmtage Düsseldorf „Eyes on Japan“ (20.–21. Jan. 2018)                                                                                                |                             |
| Argentinien            | 08. Juni 2017      | 08. Juni 2017                                            | AniFest |                             |
| Bolivien               | 08. Juni 2017      | 08. Juni 2017                                            | AniFest |                             |
| Paraguay               | 09. Juni 2017      | 09. Juni 2017                                            | AniFest |                             |
| Frankreich             | 12. Juni 2017      | 22. August 2018                                          | Annecy International Animation Festival (12. Juni 2017, Annecy) Einzelvorstellung (5. Juli 2018, Paris) |                             |
| Ecuador                | 16. Juni 2017      | 16. Juni 2017                                            | AniFest |                             |
| Chile                  | 17. Juni 2017      | 17. Juni 2017                                            | Konnichiwa Festival |                             |
| Vereinigte Staaten     | 03. Juli 2017      | 20. Oktober 2017                                         | Anime Expo (3. Juli 2017, Los Angeles, Kalifornien, OmeU) |                             |
| Kolumbien              | 28. Juli 2017      | 28. Juli 2017                                            | Konnichiwa Festival |                             |
| Volksrepublik China    | 08. September 2017 | 08. September 2017                                       | |                             |
| Niederlande            | 23. September 2017 |                                                          | Camera Japan Festival (23. Sep. 2017, Rotterdam) |                             |
| Österreich             | 26. September 2017 | 26. September 2017                                       | |                             |
| Rumänien               | 02. Oktober 2017   |                                                          | Anim’est International Animation Film Festival (2. Okt. 2017, Bukarest) | [ 71 ]                      |
| Spanien                | 14. Oktober 2017   | 16. März 2018                                            | Sitges Film Festival (14. Okt. 2017, Sitges) | [ 72 ]                      |
| Uruguay                | 24. Oktober 2017   | 24. Oktober 2017                                         | |                             |
| Kanada                 | 20. November 2017  | 20. November 2017                                        | |                             |
| Portugal               | 15. März 2018      |                                                          | Monstra Lisbon Animated Film Festival (15. März 2018, Lissabon) |                             |
| Norwegen               | 15. März 2018      | 15. März 2018                                            | | [ 73 ] [ 74 ]               |
| Schweden               | 04. Juni 2018      | 04. Juni 2018                                            | |                             |
| Russland               | 05. Mai 2020       | 05. Mai 2020                                             | Aufgrund der Kinoschließungen (COVID-19-Pandemie in Russland) musste die Veröffentlichung online stattfinden.                                                                                                  | [ 75 ] [ 76 ] [ 77 ]        |

### Heimvideo
Am 17. Mai 2017 wurde A Silent Voice in Japan auf Blu-ray und DVD veröffentlicht.
Im deutschsprachigen Raum wurde der Film von Kazé Anime lizenziert und am 16. März 2018 ebenfalls auf Blu-ray und DVD herausgegeben. Die Deluxe-Version erschien in einem Digipak mit Pappschuber und beinhaltet Zusatzmaterial in Form von einem Poster und drei Artcards, während die reguläre Version in einer Amaray-Hülle veröffentlicht wurde und auf das Zusatzmaterial verzichtet. Die Inhalte der Medien beider Versionen sind identisch. Bereits am 3. März 2018 erschien der Film vorab auf der hauseigenen Plattform Anime on Demand zum Streamen.

### Fernsehen
Am 28. Mai 2019 wurde angekündigt, dass sixx am 10. Juni gleichen Jahres A Silent Voice zur Hauptsendezeit zeigt. Laut Quotenmessung sahen etwa 100.000 Personen den Film, was zu einem Marktanteil von 0,9 % führte (Marktanteil im Monat zuvor betrug 1,2 %). Am 26. Dezember des gleichen Jahres wurde A Silent Voice zur Hauptsendezeit auf ProSieben Maxx gezeigt.

## Rezeption

### Einspielergebnisse
Der Film landete direkt nach Your Name. – Gestern, heute und für immer auf Platz 2 der nationalen Kinocharts mit einem Gewinn von 283 Millionen Yen innerhalb der ersten beiden Tage nach Kinostart. Im November des gleichen Jahres spielte A Silent Voice bereits 2,2 Milliarden Yen bei 1,7 Millionen Zuschauern ein. Am Ende des Jahres 2016 landete der Film auf Platz 19 der erfolgreichsten japanischen Filme und auf Platz zehn der Filme des Jahres in Japan, geteilt mit dem Kinofilm Death Note: Light Up the New World, die beide zum Jahresende jeweils 2,3 Milliarden Yen, umgerechnet 19,56 Millionen US-Dollar, einspielten. In der Volksrepublik China spielte A Silent Voice etwa 43,4 Millionen Yuan ein. In Argentinien mussten aufgrund der guten Vorverkäufe weitere Kinotermine hinzugefügt werden. Aus den ursprünglich drei angekündigten Tagen wurden immer mehr, bis der Film schließlich unregelmäßig über drei Wochen lang im Juni 2017 aufgeführt wurde. In der ersten Woche wurden in den 21 teilnehmenden Kinos über 5.000 Kinokarten verkauft, mehr als manche Premieren anderer Vertriebe, und landete damit auf Platz zehn der Kinocharts. Schlussendlich konnten in Argentinien 8.985 Tickets verkauft und knapp 67.000 US-Dollar eingenommen werden. Weltweit nahm der Film über 31 Millionen US-Dollar ein.
Trotz zumeist positiver Rezensionen der internationalen Fachpresse und guten Einspielergebnissen blieb ein größerer kommerzieller Erfolg aus. Dies lag hauptsächlich daran, dass Your Name. – Gestern, heute und für immer im gleichen Jahr veröffentlicht wurde und einen weltweiten Medienhype mit sich brachte.

### Kritiken
Makoto Shinkai, Regisseur von Your Name. – Gestern, heute und für immer, nannte den Film auf seiner Twitter-Präsenz ein „fantastisches Werk“ und lobte die Produktion, die er selbst nicht hätte besser machen können.
Die japanische, gehörlose Schriftstellerin und Politikerin Rie Saitō befürwortet, den Film Lehrern und Kindern zu zeigen, damit diese ein besseres Verständnis für gehörlose Menschen erlangen und um das Mobbing zu reduzieren. Sie wünschte sich zudem, dass der Film für Kinder, die noch nicht in der Lage sind Kanji zu lesen, mit japanischer Gebärdensprache gezeigt werden würde.

‘I strongly feel this is a film that should be seen by educators and children,’ Saito said after a screening of the film, not just to gain a better understanding of deafness, but to help reduce bullying, she added. ‘The characters really leave a strong impression,’ she said.

„‘Ich bin davon überzeugt, dass dieser Film von Lehrern und Kindern gesehen werden muss’, sagte Saito nach einer Vorführung des Films, nicht nur um ein besseres Verständnis von Gehörlosigkeit zu erlangen, sondern um zu helfen Mobbing zu reduzieren, fügte sie hinzu. ‘Die Charaktere hinterlassen einen starken Eindruck’, sagte sie.“

Kensuke Ushio, der für die im Film verwendete Musik verantwortlich gewesen ist, sagte in einem Videointerview, dass der Film für jede Altersklasse geeignet sei und man den Film noch in 20 oder 30 Jahren schauen könne.
Sabine Conradi, eine deutsche Gebärdensprachdolmetscherin, lobte die Arbeit von den Synchronsprecherinnen Birte Baumgardt und Jill Schulz. Sie erklärte, dass Schulz die Rolle der Shōko Nishimiya sehr realistisch dargestellt habe. Sie gab als Beispiel an, dass auch taube Menschen ab und zu sprechen, sie aber ihre Stimme selbst nicht wahrnehmen können, weshalb diese komisch klingt. Im Schlusswort sagte Conradi, dass behinderte Menschen immer mehr zu Mobbingopfern werden, weshalb man mehr Filme wie A Silent Voice brauche.
Auf Rotten Tomatoes erhielt der Film eine Wertung von 94 Prozent basierend auf 36 Kritiken und eine durchschnittliche User-Bewertung von 7,6 von zehn möglichen Punkten. Basierend auf zehn Kritiken erhielt A Silent Voice eine Wertung von 78 Prozent auf Metacritic.

#### Deutschsprachige Kritiken
Anne Betz von AnimaniA zieht ein positives Fazit über A Silent Voice. Der Film behandle das Thema jugendliche Depression, ohne dabei pauschale Botschaften zu senden. Stattdessen, so Betz, werde die Lebenswirklichkeit aller Charaktere ernst genommen, sorgfältig entschlüsselt und abschließend behutsam entwirrt. Sie vertritt die Meinung, dass der Film Betroffenen Mut machen könne, ihr Leben wie Shōya Schritt für Schritt neu zu ordnen, was nur ganz wenige Werke leisten. In einer Besprechung der DVD und Blu-ray-Disc des Films in der AnimaniA wird A Silent Voice als „zeitloses Werk mit genau ausgearbeiteten, sympathischen Figuren“ beschrieben, der zu „sensiblen Themen wie Mobbing und schwierigen Gesprächen etwas Hilfreiches zu sagen“ habe. Der Film eröffne jeder Altersgruppe einen anderen Blickwinkel. Durch die hohe Detailtiefe könne man sich den Film mehrfach ansehen.
Im Toxic Sushi heißt es, dass A Silent Voice ein nachdenklich machender Anime sei, der deutlich mache, wie schwer sich Ereignisse aus der Vergangenheit in der Gegenwart aufarbeiten lassen. Dabei beleuchte der Film nicht nur die Sicht des Täters, sondern auch die des Opfers, weswegen A Silent Voice einen besonderen Tiefgang besitze.
Laut Mirjam Maier von Filmverliebt.de adaptiere Regisseurin Naoko Yamada Yoshitoki Oimas Mangaserie auf feinfühliger und ausdrucksstarker Ebene. Die Spielfilmlänge von zwei Stunden wird zwar als angemessen beschrieben, leider werde ebendiese Länge nicht richtig ausgenutzt. Das Mobbing, das Ereignis, welches grundlegend für die Geschichte und den Protagonisten ist, werde zu schnell abgehandelt, wodurch eine emotionale Bindung an die Charaktere erschwert werde. Andere Szenen werden, so Maier, dafür künstlich in die Länge gezogen. Dennoch mache der Film auch vieles richtig: Dass Mobbingerfahrungen ein ganzes Leben prägen können, bringt der Film auf den Punkt. Auch der Umstand, dass die Sicht des Täters, der zum Opfer wird, gewählt wurde, wird als spannend beschrieben und mache deutlich, dass Gleiches mit Gleichem zu vergelten die falsche Lösung ist.
Felix Bartels bezeichnet die Handlung in seiner Kritik für Neues Deutschland als über weite Strecken scharfsinnig. Daniel Kothenschulte von der Frankfurter Rundschau bezeichnet den Film auf der Onlinepräsenz der Zeitung als eine Studie in Soziophobie und latenter Aggression, die ebenso an einer deutschen Schule passieren könne.
Rupert Koppold von Kontext: Wochenzeitung schreibt, dass japanische Zeichentrickfilme nicht immer für Kinder gedacht sind und sich A Silent Voice speziell an Jugendliche und Erwachsene richte. Diese können, so Koppold, vieles wiedererkennen, was sie selber gerade erleben oder früher mal erlebt haben.

#### Englischsprachige Kritiken
Alex Osborn von IGN nannte den Film wunderschön und bezeichnete A Silent Voice als eine erlösende Reise durch die Tiefe einer Depression, um die Bedeutung von Freundschaft aufzudecken. Anstatt den Protagonisten Shōya Ishida als Trottel zu dämonisieren, dreht der Film den Spieß um, sodass der Zuschauer mit ihm sympathisieren kann. Auch gebe der Film durch seinen Handlungsstrang, in der Ishida von seinen Klassenkameraden und Mittätern geächtet wird, einen tieferen Einblick in Grausamkeit der jungen Menschen und zeigt auf, wie schnell sogenannte Freunde sich abwenden, um ihre eigene Haut zu retten. Lediglich die Verwendung von The Whos My Generation bezeichnet der Kritiker als Minuspunkt. Während das Lied zwar zu der Anfangssequenz passe, wirke dieser im weiteren Kontext des Films als fehl am Platz. Der restliche Soundtrack hingegen passe zum Film und verpasse einen emotional zufriedenstellenden Zustand bis zum Ende.
Beim britischen Guardian wurden zwei Kritiken veröffentlicht. Während Peter Bradshaw A Silent Voice als einen betörenden Film mit subtilen, sinnlichen und zarten Motiven beschreibt und Vergleiche zum TV-Drama My So-Called Life zieht, bezeichnet Wendy Ide das Werk als eine üppige, in Emotionen gewälzte Umarmung. Das Werk habe dennoch ein paar liebevolle Momente. Ide schrieb in ihrer Kritik weiterhin, dass sie phasenweise durch die stimmungsvolle Gestaltung in den Bann gezogen wurde.
Kompliziert, romantisch und strahlend wie ein Juwel bezeichnet Robbie Collin vom britischen Telegraph den Film. Verglichen mit den metaphysischen Sprüngen in Your Name. – Gestern, heute und für immer sei die Prämisse in A Silent Voice bescheiden. Allerdings führe diese Annäherung die Geschichte auf einen kurzen, trägen aber dennoch wunderschönen Weg. James Marsh, ein englischsprachiger Redakteur der Onlineausgabe der South China Morning Post merkte an, dass A Silent Voice erzählerisch nicht so erfinderisch wie Makoto Shinkais Meisterwerk sei, dennoch eine authentische Darstellung heranwachsender Verletzlichkeit liefere. Dabei attestierte er der Regisseurin Intelligenz und Sensitivität bei der Verarbeitung von Themen wie Mobbing, Behinderung und Isolation, was in den Mainstreammedien sehr selten sei. Auch Wendy Ide vom britischen Guardian merkte den Mangel an Ambitionen und dem fehlenden visuellen Eindruck im Vergleich zu Shinkais Your Name. an.
Jordan Mintzler vom Hollywood Reporter schreibt, dass Naoko Yoshida ihr Bestes gebe, um eine siebenteilige Mangaserie in einem einzigen Film zu verarbeiten, wobei A Silent Voice unter der Menge an verwertbarem Material zu leiden scheine. Dennoch zeigt sich Mintzler von der Handlung, die aufzeige, wie eine einzige Situation in der Lage ist, das Leben aller Menschen – sowohl vom Opfer als auch vom Täter selbst – in eine negative Richtung zu ziehen, beeindruckt. Dabei fokussiere sich der Animationsfilm, so der Rezensent, hauptsächlich auf die lange und umständliche Freundschaft der beiden verwundeten Seelen und deren Suche nach Trost füreinander.

### Auszeichnungen und Nominierungen
A Silent Voice erhielt mehrere Nominierungen und wurde bei diversen Preisverleihungen ausgezeichnet. So erhielt der Film Nominierungen bei den Mainichi Eiga Concours, den Japanese Academy Awards sowie bei den Tokyo Anime Awards und beim Annecy International Animated Film Festival.
Ende des Jahres 2017 war A Silent Voice einer von fünf Animes, die von der Academy of Motion Picture Arts and Sciences in die Vorauswahl für eine Nominierung in der Kategorie bester animierter Spielfilm bei den Oscars des Jahres 2018 ausgewählt wurden. Insgesamt wurden 26 Filme für diese Kategorie vorgeschlagen. Letztendlich wurde aber kein japanischer Animationsfilm für einen Oscar nominiert, was teilweise für Unverständnis sorgte.
A Silent Voice wurde in die Liste der Top-100-Animes des Jahrzehnts von Crunchyroll aufgenommen.
| Jahr | Auszeichnung                                                   | Kategorie                                                                                     | für                                  | Resultat                                 | Quellen         |
| ---- | -------------------------------------------------------------- | --------------------------------------------------------------------------------------------- | ------------------------------------ | ---------------------------------------- | --------------- |
| 2017 | Anime2You Award                                                | Bester/s Anime-Film/Special national 2017                                                     | A Silent Voice                       | 2. Platz                                 | [ 116 ]         |
| 2017 | Japanese Academy Award                                         | Herausragende Animation des Jahres                                                            | A Silent Voice                       | Gewonnen                                 | [ 117 ]         |
| 2017 | Japanese Academy Award                                         | Bester Animationsfilm                                                                         | A Silent Voice                       | Nominiert                                | [ 117 ]         |
| 2017 | Mainichi Eiga Concours                                         | Bester Animationsfilm                                                                         | A Silent Voice                       | Nominiert                                | [ 118 ]         |
| 2017 | Comicbook.com Golden Issue Awards                              | Bester Anime-Film                                                                             | A Silent Voice                       | Nominiert                                | [ 119 ]         |
| 2017 | Newtype Anime Awards                                           | Bester Anime-Film                                                                             | A Silent Voice                       | 2. Platz                                 | [ 120 ]         |
| 2017 | Tokyo Anime Award Festival                                     | Anime des Jahres (Film)                                                                       | A Silent Voice                       | Hauptpreis                               | [ 121 ]         |
| 2017 | Tokyo Anime Award Festival                                     | Bestes Drehbuch                                                                               | Reiko Yoshida                        | Gewonnen                                 | [ 33 ] [ 121 ]  |
| 2017 | Japan Media Arts Festival                                      | Herausragende Animation                                                                       | A Silent Voice                       | Gewonnen                                 | [ 122 ]         |
| 2017 | Japan Movie Critics Awards                                     | Beste Animation des Jahres                                                                    | A Silent Voice                       | Gewonnen                                 | [ 123 ]         |
| 2017 | Annecy International Animated Film Festival                    | Spielfilm                                                                                     | A Silent Voice                       | Nominiert                                | [ 124 ] [ 125 ] |
| 2017 | Asia Pacific Screen Awards                                     | Bester animierter Spielfilm                                                                   | A Silent Voice                       | Nominiert                                | [ 126 ]         |
| 2017 | Sitges Festival Internacional de Cinema Fantàstic de Catalunya | Bester animierter Film                                                                        | A Silent Voice                       | Nominiert                                | [ 127 ]         |
| 2017 | Anim’est International Animation Film Festival                 | Spielfilm                                                                                     | A Silent Voice                       | Nominiert                                | [ 128 ]         |
| 2017 | Camera Japan Festival                                          | Spielfilm                                                                                     | A Silent Voice                       | Gewonnen                                 | [ 129 ]         |
| 2018 | The Anime Awards                                               | Bester Film                                                                                   | A Silent Voice                       | Nominiert                                | [ 130 ]         |
| 2018 | The Anime Awards                                               | Beste Animation                                                                               | A Silent Voice                       | Nominiert                                | [ 130 ]         |
| 2018 | Anime2You Award                                                | Bester Anime auf Abruf                                                                        | A Silent Voice                       | 1. Platz                                 | [ 131 ]         |
| 2018 | Anime2You Award                                                | Bester Anime auf DVD/BD 2018                                                                  | A Silent Voice                       | 2. Platz                                 | [ 131 ]         |
| 2018 | Academy Awards                                                 | Bester animierter Spielfilm                                                                   | A Silent Voice                       | Shortlist (keine offizielle Nominierung) | [ 132 ] [ 133 ] |
| 2018 | Anime UK Reader’s Choice Awards                                | Bester Film                                                                                   | A Silent Voice                       | Gewonnen                                 | [ 134 ]         |
| 2018 | Anime UK Reader’s Choice Awards                                | Bester Soundtrack                                                                             | A Silent Voice                       | Gewonnen                                 | [ 134 ]         |
| 2018 | Anime UK Reader’s Choice Awards                                | Beste Veröffentlichung                                                                        | A Silent Voice                       | 2. Platz                                 | [ 134 ]         |
| 2018 | Anime UK Reader’s Choice Awards                                | Beste neue Figur (Männlich)                                                                   | Shōya Ishida                         | Gewonnen                                 | [ 134 ]         |
| 2018 | Anime UK Reader’s Choice Awards                                | Beste neue Figur (Weiblich)                                                                   | Shōko Nishimiya                      | Gewonnen                                 | [ 134 ]         |
| 2018 | Anime Trending Awards                                          | Mädchen des Jahres                                                                            | Shōko Nishimiya                      | Gewonnen                                 | [ 135 ]         |
| 2018 | Anime Trending Awards                                          | Anime-Film des Jahres                                                                         | A Silent Voice                       | 2. Platz                                 | [ 136 ]         |
| 2018 | Monstra Lisbon Animated Film Festival                          | Spielfilm                                                                                     | A Silent Voice                       | Nominiert                                | [ 137 ]         |
| 2018 | Los Angeles Anime Film Festival                                | Beste männliche Synchronisation einer Hauptfigur in einem Anime-Film/Spezial (Zuschauerpreis) | Robbie Daymond (Shōya Ishida)        | Gewonnen                                 | [ 138 ]         |
| 2018 | Los Angeles Anime Film Festival                                | Beste weibliche Synchronisation einer Nebenfigur in einem Anime-Film/Spezial                  | Sara Cravens (Miyako Ishida)         | Gewonnen                                 | [ 138 ]         |
| 2018 | Behind the Voice Actors Awards                                 | Beste weibliche Synchronisation einer Nebenfigur in einem Anime-Film/Spezial                  | Sara Cravens (Miyako Ishida)         | Gewonnen                                 | [ 139 ] [ 140 ] |
| 2018 | Behind the Voice Actors Awards                                 | Beste männliche Synchronisation einer Hauptfigur in einem Anime-Film/Spezial                  | Robbie Draymond (Shōya Ishida)       | Gewonnen                                 | [ 139 ] [ 140 ] |
| 2018 | Behind the Voice Actors Awards                                 | Beste Synchronisation in einem Anime-Film/Synchronisation                                     | A Silent Voice                       | Nominiert                                | [ 139 ] [ 140 ] |
| 2019 | AnimaniA Awards                                                | Bester Film                                                                                   | A Silent Voice                       | Nominiert                                | [ 141 ]         |
| 2019 | AnimaniA Awards                                                | Bestes Studio                                                                                 | Kyōto Animation (für A Silent Voice) | Nominiert                                | [ 141 ]         |
| 2019 | AnimaniA Awards                                                | Bestes Charakterdesign                                                                        | Futoshi Nishiya (für A Silent Voice) | Nominiert                                | [ 141 ]         |
| 2019 | AnimaniA Awards                                                | Beste Regie                                                                                   | Naoko Yamada                         | Nominiert                                | [ 141 ]         |
| 2020 | Anime2You Award                                                | Bester Anime-Film im TV 2019                                                                  | A Silent Voice                       | Gewonnen                                 | [ 142 ]         |